# Bodink
Le bodink ou bodding est une pâtisserie bruxelloise à base de pain, d'œufs, de sucre candi et de raisins de Corinthe. C'est la variante locale du pudding au pain.